# Neomarxismo
El neomarxismo, en relación con el pensamiento marxista, es un conjunto de corrientes de pensamiento del siglo XX que se remonta, en sus principios, a los primeros escritos de Karl Marx anteriores a la influencia de Engels, y que rechaza o matiza el determinismo económico percibido en Marx en los escritos posteriores prefiriendo hacer hincapié en aspectos  psicológicos, sociológicos y culturales. Muchos neomarxistas como Herbert Marcuse fueron sociólogos y psicólogos. Los neomarxistas parten de la existencia de una reciprocidad entre estructura y superestructura que constituye precisamente el proceso dialéctico real.

## Historia
El neomarxismo empieza a desarrollarse en la primera mitad del siglo XX a partir de los estudios de Georg Lukács, Karl Kosch y Antonio Gramsci. En 1923 es fundado el Instituto de Investigación Social, conocida como Escuela de Fráncfort, de la que surgiría la Teoría Crítica. Tras la Segunda Guerra Mundial, se distinguieron dos corrientes: la "humanista", basada principalmente en las primeras obras de Marx, y la "cientificista", que surgió a mediados de la década de 1960 bajo la influencia del estructuralismo siendo uno de sus mayores representantes Louis Althusser.
En la década de los 60, el neomarxismo estuvo ligado a los movimientos estudiantiles de aquellos años.

## Concepto en la actualidad
El neomarxismo es también usado frecuentemente para describir la oposición a desigualdades experimentadas por países en vías de desarrollo en el nuevo orden económico internacional. En un sentido social, el neomarxismo añade el entendimiento más amplio de Max Weber sobre la desigualdad social, en conceptos tales como el status y el poder, a la filosofía marxista.
En la actualidad se llama neomarxistas a quienes defienden posturas relacionadas con el socialismo democrático, el socialismo del siglo XXI y el Eurocomunismo. Se argumenta que estas teorías añaden elementos nuevos a la interpretación marxista, sin aceptar a ultranza elementos del capitalismo como lo hace la socialdemocracia.

## Influencias
El pensamiento Neomarxista ha influenciado a diversos escritores y filósofos como Jacques Derrida y Jean Baudrillard. Es notoria la influencia al enmarcar sus análisis dentro del sistema de estructura y superestructura pero, su diferencia entre el marxismo tradicional depende en los matices a considerar de las relaciones de poder dentro del sistema, entre otras cosas.  

## Corrientes del neomarxismo
- Filosofía de la praxis
- Teoría crítica de la Escuela de Frankfurt y el Instituto de Investigación Social
- Marxismo analítico
- Estructuralismo de Louis Althusser.

- Portal:Marxismo. Contenido relacionado con Marxismo.